# Violettskrika
Violettskrika (Cyanocorax violaceus) är en fågel i familjen kråkfåglar inom ordningen tättingar.

## Utseende och läte
Violettskrikan är en stor och mörk skrika. Fjäderdräkten är lysande blå med svart huvud och svart haka. Den skiljs från liknande purpurskrikan genom ljusare blå fjäderdräkt och kontrasterande ljus nacke. Lätet är ett ljust och genomträngande "jeer".

## Utbredning och systematik
Violettskrikan förekommer i Sydamerika. Den delas in i två underarter med följande utbredning:
- Cyanocorax violaceus pallidus – förekommer utmed kusten i norra Venezuela (Anzoátegui)
- Cyanocorax violaceus violaceus – förekommer från östra Colombia till Venezuela, Guianas, Brasilien, Peru och norra Bolivia

## Levnadssätt
Violettskrikan hittas i en rad olika öppna miljöer, som skogsbryn, trädgårdar och odlingsbygd. Den är framför allt vanlig i växtlighet utmed floder och andra vattendrag.

## Status och hot
Arten har ett stort utbredningsområde, men tros minska i antal, dock inte tillräckligt kraftigt för att den ska betraktas som hotad. Internationella naturvårdsunionen IUCN listar arten som livskraftig (LC).